# Adolphe Barreaux
Adolphe Leslie de Griponne Barreaux Jr. (Charleston, 9 de janeiro de 1899 - Nova York, 23 de outubro de 1985) foi um desenhista norte-americano de história em quadrinhos para adultos. Barreaux trabalhou para a editora de Harry Donenfeld, a National Allied Publications, desenhando para as revistas Spicy Adventure, Spicy Detective e Spicy Mystery, principalmente com o gênero policial.